# Ferenc Deák
Ferenc Deák de Kehida (Söjtör, 17 oktober 1803 - Boedapest, 28 januari 1876) was een Hongaars staatsman en minister van justitie. Hij staat bekend als “De wijze staatsman”. 

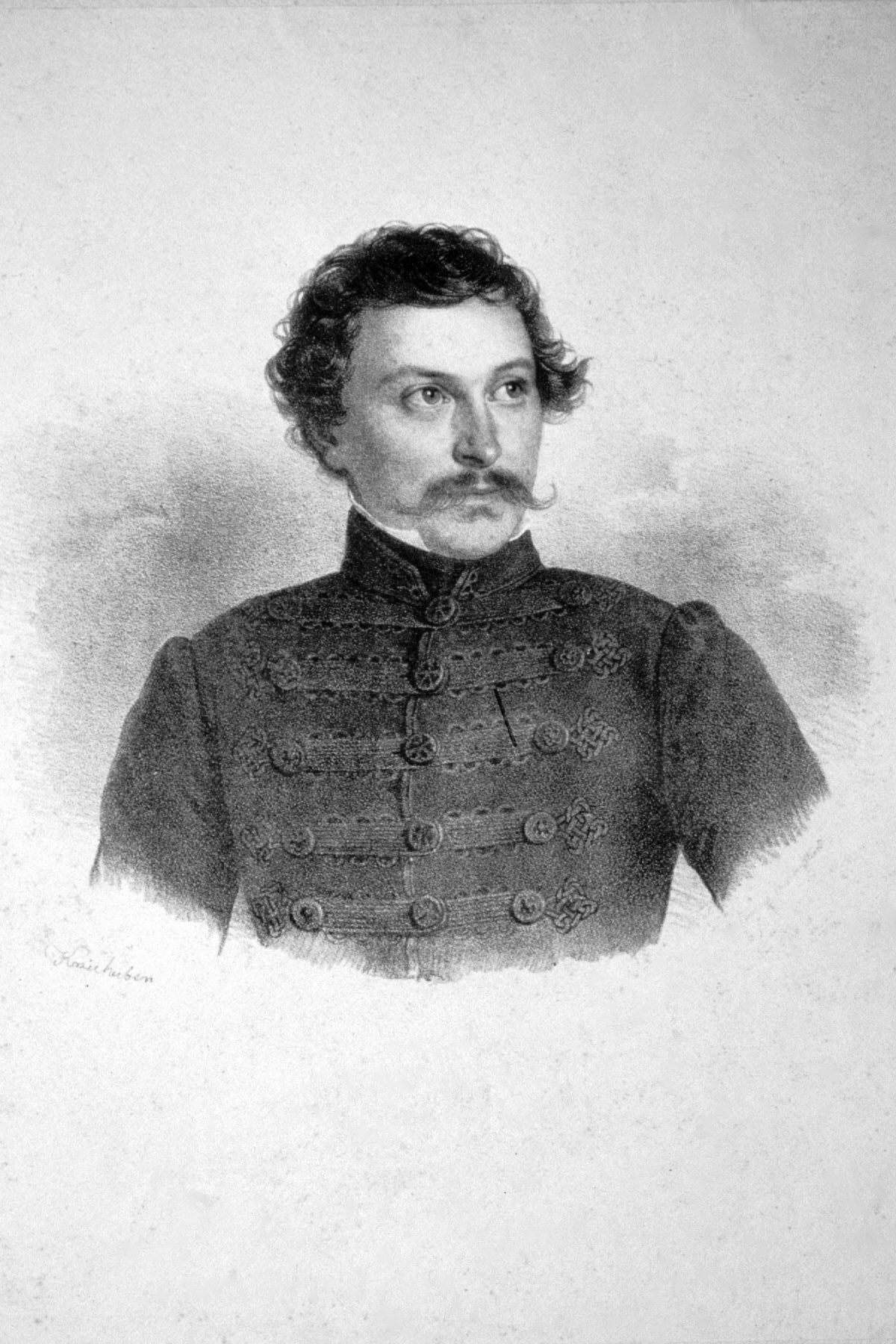
Ferenc Deák, lithografie van Josef Kriehuber uit ca. 1830

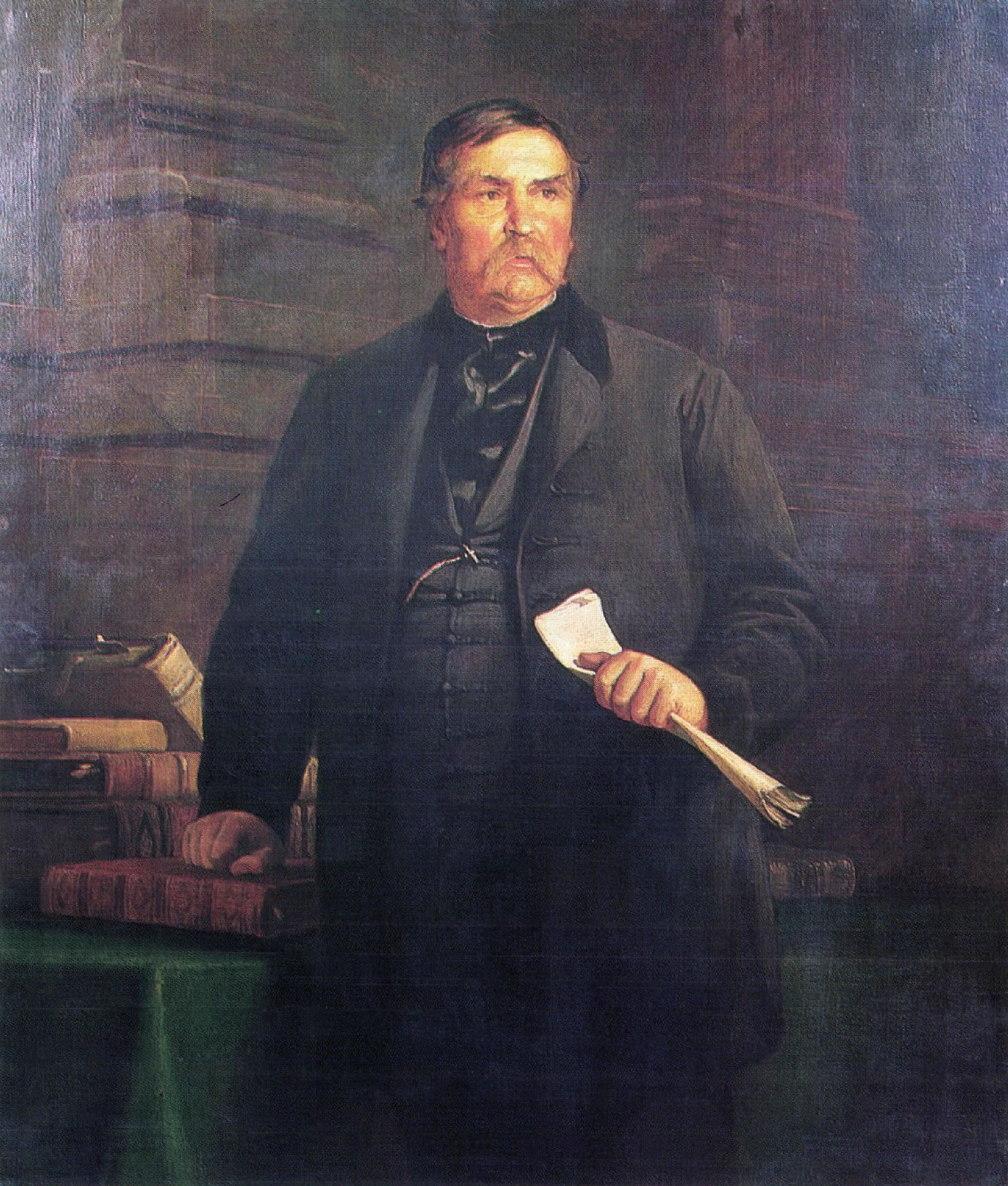
Ferenc Deák (1869)

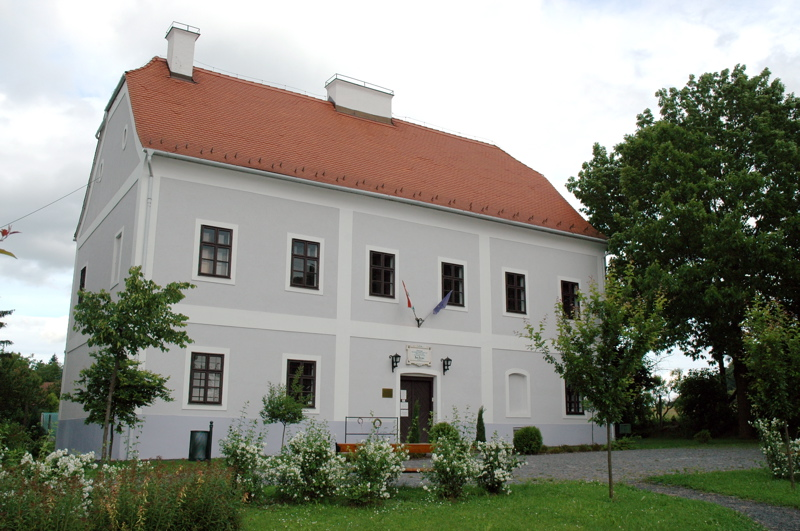
Geboortehuis in Söjtör

## Biografie
Ferenc Deák werd geboren in Söjtör in het comitaat Zala in zuid-west Hongarije. Hij behoorde tot een oude adellijke familietak. Hij studeerde rechten en werd vervolgens advocaat en notaris. Hij ging voor het eerst in de politiek in 1833 toen hij zijn broer verving in de algemene Assemblee van Bratislava, het voormalige Pressburg. Het begin van deze loopbaan zou hem tot een van de belangrijkste personen maken niet alleen in de Hongaarse politiek, maar ook bij de hervormingen van 1840. Zijn naambekendheid en succes is te danken aan de verklaring van de rechten van de Hongaarse Assemblee (met Miklós Wesselényi).  
In 1836 publiceerde Deák een politiek document zonder dat aan de censor voor te leggen. Het document werd geconfisqueerd, maar was ondertussen al wijd verspreid en maakte zijn naam bekend in belangrijke kringen. Hij was betrokken bij de opstelling van de wetten van 1839-40 van de Assemblee en werd erelid van de Hongaarse Academie van Wetenschappen. Na de dood van zijn broer in 1842, bevrijdde hij zijn horigen en begon met het betalen van belastingen op vrijwillige basis om aan te tonen dat het hem menens was met de hervormingen.
De afschaffing van alle belastingvrijstellingen voor de edelen in het Koninkrijk Hongarije en de bevrijding van slaven waren enkele van de belangrijkste inspanningen van de hervormingsgezinde beweging van dit tijdperk.

## Politieke loopbaan
In 1846, na het bloedige einde van de Poolse opstand in Galicië, wonnen de hervormers aan populariteit en ze brachten onder Deáks naam het “Manifest van de oppositie” in omloop, hoewel het eigenlijk was geschreven door Lajos Kossuth. Tijdens de Hongaarse Revolutie van 1848 tegen het Habsburgse Rijk, bleef Deák rustig en verwierp hij geweld als politiek instrument. Hij aanvaardde de positie van minister van justitie in de regering van Lajos Batthyány, hoofdzakelijk om deze zijn steun te betonen. 
Eenmaal lid van de regering deed Deák diverse toenaderingen tot het Weense Hof, op zoek naar een compromis tussen de Habsburgse monarchie en de extreme liberalen van Lajos Kossuth. De poging mislukte en hij trad af als minister. Hij trok zich terug op zijn landgoed in Kehidakustány. Hij bleef lid van de Rijksdag en verdedigde de grondwettelijke legitimiteit die was vastgelegd in de zogenaamde “aprilwetten”, maar nam verder niet actief deel aan gebeurtenissen rond de revolutie. Een Oostenrijkse krijgsraad sprak hem na de nederlaag van Hongarije vrij.
In de vijftiger jaren was hij een passief tegenstander. Hij verkocht zijn landgoed aan István Széchenyi en trok naar Buda, om er de “de facto” leider van het Hongaarse publieke leven te worden. Hij nam deel aan de Rijksdag die in 1861 in Pest werd samengeroepen. Zijn voornaamste aanhangers waren József Eötvös en István Széchenyi. Op 15 april 1865 verscheen in de krant Pesti Napló zijn beroemde artikel, dat de onderhandelingen voor de Ausgleich van 1867 in gang zette. De Ausgleich wordt beschouwd als Deáks grote verdienste. Lajos Kossuth, de inmiddels in ballingschap levende politicus, schreef een open brief aan Ferenc Deák, waarin hij de 'Ausgleich' als de ondergang van de Hongaarse natie betitelde. Deze brief werd in de Hongaarse geschiedenis bekend als Kossuths Cassandra-brief.
Keizer Frans Jozef I van Oostenrijk werd als resultaat van de Ausgleich ook tot koning van Hongarije gekroond. De minister-president van de nieuwe staat werd graaf Andrássy. Op eigen verzoek heeft Deák, noch in de regering, noch in de naar hem genoemde regeringspartij een post bemand.
In de jaren na de Ausgleich speelde Deák een belangrijke rol in de uitwerking van het Burgerlijk Wetboek. Later trok hij zich meer en meer uit het openbare leven terug. Ferenc Deák had niet alleen in Hongarije, maar in heel Europa invloed. De liberale geest van zijn wetten had grote invloed op de wetgevingen binnen Europa. De Ierse grondwet van 1937 is bijvoorbeeld volledig gebaseerd op Deáks wettekst uit 1867.
Deák stierf 28 januari 1876 in Pest aan hartfalen en kreeg een staatsbegrafenis. Zijn mausoleum bevindt zich op de Kerepesi-begraafplaats in Boedapest.
Heden ten dage staat zijn afbeelding op het bankbiljet van 20.000 Forint. 
Op een naar hem vernoemd centraal plein waar drie metrolijnen samenkomen (Deák Ferenc tér) werd een monument te zijner ere opgericht.